# مدار ۱۶ درجه شمالی
مدار ۱۶ درجه شمالی، دایره‌ای از عرض جغرافیایی است که در ۱۶ درجهٔ شمالی خط استوا  قرار دارد.

## گذر از مناطق
از نصف‌النهار مبدأ شروع می‌شود و به سمت مشرق ۱۶ درجه شمالی از موارد زیر گذر می‌کند:
| مختصات‌ها                                             | کشور، قلمرو یا دریا | توضیحات |
| ---------------------------------------------------- | ------------------- | --- |
| ۱۶°۰′ شمالی ۰°۰′ شرقی / ۱۶٫۰۰۰°شمالی ۰٫۰۰۰°شرقی      | مالی                | This part of Mali has declared independence as ازواد                                                             |
| ۱۶°۰′ شمالی ۴°۰′ شرقی / ۱۶٫۰۰۰°شمالی ۴٫۰۰۰°شرقی      | نیجر                | |
| ۱۶°۰′ شمالی ۱۴°۳۹′ شرقی / ۱۶٫۰۰۰°شمالی ۱۴٫۶۵۰°شرقی   | چاد                 | |
| ۱۶°۰′ شمالی ۲۴°۰′ شرقی / ۱۶٫۰۰۰°شمالی ۲۴٫۰۰۰°شرقی    | سودان               | |
| ۱۶°۰′ شمالی ۳۶°۵۰′ شرقی / ۱۶٫۰۰۰°شمالی ۳۶٫۸۳۳°شرقی   | اریتره              | |
| ۱۶°۰′ شمالی ۳۹°۱۶′ شرقی / ۱۶٫۰۰۰°شمالی ۳۹٫۲۶۷°شرقی   | دریای سرخ           | |
| ۱۶°۰′ شمالی ۴۰°۳′ شرقی / ۱۶٫۰۰۰°شمالی ۴۰٫۰۵۰°شرقی    | اریتره              | جزیرهٔ Nahaleg |
| ۱۶°۰′ شمالی ۴۰°۵′ شرقی / ۱۶٫۰۰۰°شمالی ۴۰٫۰۸۳°شرقی    | دریای سرخ           | |
| ۱۶°۰′ شمالی ۴۲°۴۹′ شرقی / ۱۶٫۰۰۰°شمالی ۴۲٫۸۱۷°شرقی   | یمن                 | |
| ۱۶°۰′ شمالی ۵۲°۱۰′ شرقی / ۱۶٫۰۰۰°شمالی ۵۲٫۱۶۷°شرقی   | اقیانوس هند         | دریای عرب |
| ۱۶°۰′ شمالی ۷۳°۲۹′ شرقی / ۱۶٫۰۰۰°شمالی ۷۳٫۴۸۳°شرقی   | هند                 | مهاراشترا کارناتاکا آندرا پرادش                                                                                  |
| ۱۶°۰′ شمالی ۸۱°۹′ شرقی / ۱۶٫۰۰۰°شمالی ۸۱٫۱۵۰°شرقی    | اقیانوس هند         | خلیج بنگال |
| ۱۶°۰′ شمالی ۹۴°۱۳′ شرقی / ۱۶٫۰۰۰°شمالی ۹۴٫۲۱۷°شرقی   | میانمار (Burma)     | رود ایراوادی دلتا (جغرافیا)                                                                                      |
| ۱۶°۰′ شمالی ۹۵°۴۱′ شرقی / ۱۶٫۰۰۰°شمالی ۹۵٫۶۸۳°شرقی   | اقیانوس هند         | Gulf of Martaban, دریای آندامان                                                                                  |
| ۱۶°۰′ شمالی ۹۷°۳۵′ شرقی / ۱۶٫۰۰۰°شمالی ۹۷٫۵۸۳°شرقی   | میانمار (Burma)     | |
| ۱۶°۰′ شمالی ۹۸°۳۶′ شرقی / ۱۶٫۰۰۰°شمالی ۹۸٫۶۰۰°شرقی   | تایلند              | |
| ۱۶°۰′ شمالی ۱۰۵°۲۵′ شرقی / ۱۶٫۰۰۰°شمالی ۱۰۵٫۴۱۷°شرقی | لائوس               | |
| ۱۶°۰′ شمالی ۱۰۷°۲۷′ شرقی / ۱۶٫۰۰۰°شمالی ۱۰۷٫۴۵۰°شرقی | ویتنام              | |
| ۱۶°۰′ شمالی ۱۰۸°۱۶′ شرقی / ۱۶٫۰۰۰°شمالی ۱۰۸٫۲۶۷°شرقی | دریای جنوبی چین     | Passing through the disputed جزایر پاراسل                                                                        |
| ۱۶°۰′ شمالی ۱۱۹°۴۵′ شرقی / ۱۶٫۰۰۰°شمالی ۱۱۹٫۷۵۰°شرقی | فیلیپین             | جزیرهٔ لوزون |
| ۱۶°۰′ شمالی ۱۲۱°۳۹′ شرقی / ۱۶٫۰۰۰°شمالی ۱۲۱٫۶۵۰°شرقی | اقیانوس آرام        | دریای فیلیپین · گذرکردن از جنوب جزیرهٔ فارایون د مدینیا, جزایر ماریانای شمالی · into an unnamed part of the Ocean |
| ۱۶°۰′ شمالی ۹۷°۵۰′ غربی / ۱۶٫۰۰۰°شمالی ۹۷٫۸۳۳°غربی   | مکزیک               | |
| ۱۶°۰′ شمالی ۹۵°۲۴′ غربی / ۱۶٫۰۰۰°شمالی ۹۵٫۴۰۰°غربی   | اقیانوس آرام        | Gulf of Tehuantepec                                                                                              |
| ۱۶°۰′ شمالی ۹۳°۵۹′ غربی / ۱۶٫۰۰۰°شمالی ۹۳٫۹۸۳°غربی   | مکزیک               | |
| ۱۶°۰′ شمالی ۹۱°۴۶′ غربی / ۱۶٫۰۰۰°شمالی ۹۱٫۷۶۷°غربی   | گواتمالا            | |
| ۱۶°۰′ شمالی ۸۹°۱۳′ غربی / ۱۶٫۰۰۰°شمالی ۸۹٫۲۱۷°غربی   | بلیز                | |
| ۱۶°۰′ شمالی ۸۸°۵۴′ غربی / ۱۶٫۰۰۰°شمالی ۸۸٫۹۰۰°غربی   | دریای کارائیب       | گذرکردن از شمال Punta de Manabique, گواتمالا · گذرکردن از جنوب جزیرهٔ Útila, هندوراس                              |
| ۱۶°۰′ شمالی ۸۵°۵۸′ غربی / ۱۶٫۰۰۰°شمالی ۸۵٫۹۶۷°غربی   | هندوراس             | |
| ۱۶°۰′ شمالی ۸۵°۵۳′ غربی / ۱۶٫۰۰۰°شمالی ۸۵٫۸۸۳°غربی   | دریای کارائیب       | گذرکردن از شمال Cape Camarón, هندوراس                                                                            |
| ۱۶°۰′ شمالی ۶۱°۴۴′ غربی / ۱۶٫۰۰۰°شمالی ۶۱٫۷۳۳°غربی   | فرانسه              | جزیرهٔ Basse-Terre , جزیره گوادلوپ                                                                                |
| ۱۶°۰′ شمالی ۶۱°۳۵′ غربی / ۱۶٫۰۰۰°شمالی ۶۱٫۵۸۳°غربی   | اقیانوس اطلس        | |
| ۱۶°۰′ شمالی ۶۱°۱۷′ غربی / ۱۶٫۰۰۰°شمالی ۶۱٫۲۸۳°غربی   | فرانسه              | جزیرهٔ Marie-Galante, جزیره گوادلوپ                                                                               |
| ۱۶°۰′ شمالی ۶۱°۱۵′ غربی / ۱۶٫۰۰۰°شمالی ۶۱٫۲۵۰°غربی   | اقیانوس اطلس        | |
| ۱۶°۰′ شمالی ۲۲°۵۵′ غربی / ۱۶٫۰۰۰°شمالی ۲۲٫۹۱۷°غربی   | کیپ ورد             | جزیرهٔ Boa Vista                                                                                                  |
| ۱۶°۰′ شمالی ۲۲°۴۶′ غربی / ۱۶٫۰۰۰°شمالی ۲۲٫۷۶۷°غربی   | اقیانوس اطلس        | |
| ۱۶°۰′ شمالی ۱۶°۳۰′ غربی / ۱۶٫۰۰۰°شمالی ۱۶٫۵۰۰°غربی   | سنگال               | |
| ۱۶°۰′ شمالی ۱۳°۲۲′ غربی / ۱۶٫۰۰۰°شمالی ۱۳٫۳۶۷°غربی   | موریتانی            | |
| ۱۶°۰′ شمالی ۵°۲۴′ غربی / ۱۶٫۰۰۰°شمالی ۵٫۴۰۰°غربی     | مالی                | This part of Mali has declared independence as ازواد                                                             |